# Félix Rozen
Pour les articles homonymes, voir Rozen.
Félix Rozen est un peintre, graveur, photographe et performeur français né à Moscou le 12 janvier 1938 et mort le 6 octobre 2013 à Boulogne-Billancourt.

## Biographie
Né à Moscou le 12 janvier 1938 de parents mélomanes originaires des environs de Lviv, installés à Varsovie en 1948, il y poursuit des études secondaires, puis voyage à Potsdam, Prague, Moscou et Helsinki. Il se découvre des dons pour la peinture. De 1955 à 1965, il fréquente l'École nationale d'électronique et l'Académie des beaux-arts dont il sort diplômé. Il y reçoit une formation très complète de peinture, gravure, photographie, architecture d'intérieur, création de meubles et continue à se passionner pour la musique.
Pressentant la dérive des évènements politiques en Pologne, il s'exile à Paris en 1966 laissant derrière lui sa famille. Il multiplie les tentatives afin d’ouvrir son registre expressif. Peintre et graveur, il est également sculpteur, auteur et acteur de performances, affichiste, photographe, réalisateur de courts-métrages et compositeur de musique. Félix Rozen est naturalisé français en 1974. Affichiste pour France Culture, enseignant à l'École des Beaux-Arts de Besançon, à l'Université de Vincennes et à la Sorbonne, il poursuit des expériences personnelles sur les rapports musique-peinture à l'IRCAM de Pierre Boulez. En 1984-85 il devient boursier du Center for Music Experiment de San Diego, ainsi qu'au Japon.
À l'université de New York, il effectue des recherches informatique-son-image. Il invente en 1990 la gravure pyrocera, étend son procédé à la peinture en 1993, techniques qui ont fait l’objet de dépôts de brevet à l’Institut de la propriété industrielle[réf. nécessaire].

## Expositions personnelles
(liste non exhaustive)
- 1967 Galerie Tivey Faucon, Paris.
- 1970 Het Kabinet, Amsterdam.
- 1974-1979 Galerie Simone Badinier, Paris.
- 1975 Affiches pour France Culture, Festival d'Avignon.
- 1977 Antiope, Centre d'Art Contemporain, Sorrente, Italie.
- 1977 Galerie Orsini, Toulouse.
- 1977 Galerie Beno d'Incelli, Paris.
- 1981 Fondation Sonia Henie-Niels Onstad, Hovikodden, Norvège.
- 1981 Peintures, sculptures, estampes, Musée Jorn, Silkeborg, Danemark.
- 1982 Galerie Krogen, Silkeborg & Arts Society, Haaborg, Danemark.
- 1982 Librairie Village Voice, Paris.
- 1986 Fenêtre sur le Japon, exposition de photographies, Central Color, Paris.
- 1987 Tokyo Séries, peintures sur papier Japon, Musée Jorn, Silkeborg, Danemark.
- 1987 Portraits photographiques d'artistes, Musée Jorn, Silkeborg, Danemark.
- 1987 Retour de New York (79/87), sculptures en cire, Galerie Gary, Paris.
- 1990 Galerie Artemporel, Montpellier.
- 1991 Bang & Olufsen, Paris.
- 1995-1996 Pyrocera, Galerie Nast, Paris.
- 2000 Objectif artistes, portraits photographiques, espace Landowski, Boulogne-Billancourt.
- 2000 Œuvres récentes, L'Entrepôt, Uzès.
- 2001 Portraits photographiques d'artistes, Rossini/Drouot, Paris.
- 2001 Portraits photographiques et imaginaires, L'Entrepôt, Uzès.
- 2001 Allées et venues, AMAC, Chamalières.
- 2002 Musique en vue, Urdla. Centre international estampe & livre, Villeurbanne.
- 2002 Œuvres récentes, L'Entrepôt, Uzès.
- 2003 Portraits photographiques d'artistes, L'Alcazar/Conran, Paris.
- 2003 Tableau noir, performance musicale, URDLA, Centre international estampe & livre, Villeurbanne.
- 2004 Peintures, sculptures, Musée des Années Trente, Boulogne-Billancourt.
- 2004 Peintures, sculptures, photographies, Palais des Congrès et de la Culture, Le Mans.
- 2005 Peintures & estampes, Deutsche Welle, Bonn.
- 2005-2006 Lettres à Paul Klee : 25 peintures sur papier japon, Galerie Jeanne Bucher, Paris.
- 2006 Peintures sur papier, Centre d'Art Contemporain, Abbaye de Trizay.
- 2008 Félix ROZEN expose 12 traces numériques à tirage limité, Montrouge.
- 2010 Léger accrochage, Musée des Années Trente, Boulogne-Billancourt.
- 2021 Présentation du fonds d’archives Félix Rozen, Bibliothèque Kandinsky, Centre Pompidou, Paris.
- 2021-2022 Félix ROZEN au Musée de la musique-Philharmonie de Paris.

## Performances
- 1980 Dans la neige, hommage à Christian Dotremont avec le poète danois Peter Laugesen, Silkeborg, Danemark.
- 1981 Situation Pièce, Aix-la-Chapelle.
- 1983 Harking back to the Vikings, Nordenhake Gallery, Malmö, Suède.
- 1983 The Living Art Museum, Reykjavik, Islande.
- 1984 F., performance on the beach, Saint-Brieuc.
- 1984 Situation Pièce, CAC, Saint-Brieuc.
- 1985 No Questions - Bahnoff, avec János Négyesy (violon électronique et dispositif électro-acoustique), University of California, San Diego.

## Expositions de groupe
(liste non exhaustive)
- 1987 Peindre dans la lumière de la Méditerranée, avec Paul Klee, Paul Gauguin, Pierre Bonnard, Henri Matisse, Raoul Dufy, Jean-Baptiste Camille Corot, Eugène Delacroix, Théodore Chassériau, Olivier Debré, Jean-Michel Meurice, Claude Viallat, Pierre Soulages... Musée Cantini, Marseille.
- 1987 Peindre dans la lumière de la Méditerranée, avec Paul Klee, Paul Gauguin, Pierre Bonnard, Henri Matisse, Raoul Dufy, Jean-Baptiste Camille Corot, Eugène Delacroix, Théodore Chassériau, Olivier Debré, Jean-Michel Meurice, Claude Viallat, Pierre Soulages… Musée d'Israël, Jérusalem.
- 1992  Galerie Dannenberg, New York.
- 1992 De Bonnard à Baselitz, Bibliothèque nationale de France, Paris.
- 1994 Triennale Mondiale de l'Estampe, Chamalières.
- 1996 Galerie Lara Vincy, Paris.
- 1996 Galerie La Hune-Brenner, Paris.
- 1997 Triennale Mondiale de l'Estampe, Chamalières.
- 1997 International Print Triennal, Cracovie.
- 2001 Art Space SanKaïbi, Tokyo, Japon.
- 2001 Maison des Arts, Châtillon.
- 2003 Triennale Mondiale de l'Estampe, Chamalières.
- 2003 Japan Contemporary Art Festival, Musée d'Art Contemporain, Saïtama, Japon.
- 2003 Points de vue d'artistes, Ile Seguin, Boulogne-Billancourt.
- septembre-octobre  2007 Œuvres des artistes de la galerie, avec Fermin Aguayo, Michael Biberstein, Louis le Brocquy, Louis Nallard, Susumu Shingu, Yang Jiechang. Galerie Jeanne Bucher, Paris.
- février-mars 2007 Accrochage de groupe, avec Roger Bissière, Vieira da Silva, Arpad Szenes, Wilfrid Moser. Galerie Jeanne Bucher, Paris.
- mai-juillet 2009 Accrochage de groupe, avec Nicolas de Staël, Bissière, Zao Wou-Ki. Galerie Jeanne Bucher, Paris.
- septembre 2012 Accrochage de groupe des artistes de la galerie, Galerie Jeanne Bucher, Paris.
- décembre 2012-mai 2013 Accrochage des artistes de la galerie, avec Hans Reichel, Mark di Suvero, Antonio Segui, Arthur-Luiz Piza, Hanns Schimansky, Yang Jiechang. Galerie Jeanne Bucher, Paris.
- 2013-2014 Matière et mémoire : la Demeure du Patriarche, Galerie Jaeger Bucher, Paris.
- décembre 2014 - janvier  2015 Accrochage des artistes de la galerie, avec Paul Rebeyrolle, Jean Dubuffet, Fabienne Verdier, Mark Tobey. Galerie Jeanne Bucher, Paris.

## Collections publiques et rétrospectives
En 2004, une rétrospective de son œuvre peinte a été organisée au Musée des Années Trente à Boulogne-Billancourt. En décembre 2005, la galerie Jeanne Bucher lui consacre une exposition personnelle. En 2017, sa partition graphique « Opus incertain » (1981) est mise à disposition des musiciens participant au « Studio Venezia » de l’artiste Xavier Veilhan, dans le cadre de la 57e Biennale de Venise. Les 18 et 19 septembre 2021, elle est interprétée en version jazz (avec le Léo Guedy Jazz Quartet), rap (avec Zoxea des Sages Poètes de la rue) et musique contemporaine (avec les solistes de l’Ensemble Intercontemporain), au Musée de la musique de la Philharmonie de Paris. Les travaux préparatoires originaux de la partition ainsi qu'un instrument unique au monde, inventé et fabriqué par l’artiste, le Pirocello, sont par ailleurs exposés dans ce même Musée, jusqu’au 2 janvier 2022.
Ses œuvres sont présentes dans les collections des plus grandes institutions, en France, aux États-Unis et en Europe du Nord où de nombreuses expositions ont eu lieu. Parmi elles :
- États-Unis
  - New-York
    - Museum of Modern Art[4]
    - Brooklyn Museum[5]

  - Washington D.C.
    - National Gallery of Art[6]

  - San Diego
    - Musée d'Art contemporain de San Diego[7]
- France
  - Paris
    - Bibliothèque nationale de France, département des estampes[8]
    - Fonds national d'art contemporain[9]
    - Musée national d'Art moderne, Centre Pompidou[10]
- Japon
  - Tokyo : Musée national d'Art moderne de Tokyo[11]
- Royaume-Uni
  - Londres
    - Tate[12]
    - Contemporary Art Society (en)[13]
- Russie
  - Moscou : Musée des Beaux-Arts Pouchkine[13]
- Suisse
  - Genève
    - Musée d'Art et d'Histoire de Genève[14]

### Filmographie
- (en) Sylvia Conti, « Félix Rozen : "Le père fourchette" (2006) » [vidéo], sur Vimeo (consulté le 23 septembre 2024).
- (en) Emma Rozenman, « Maestro Rozen (2013 » [vidéo], sur Vimeo (consulté le 23 septembre 2024).